# Herbert Samuel
Pour les articles homonymes, voir Samuel (nom de famille).
Herbert Samuel, 1er vicomte Samuel (né le 6 novembre 1870 à Liverpool et mort le 5 février 1963 à Londres) est un homme politique anglais, qui est le premier Haut-Commissaire britannique en Palestine.

## Biographie
Il nait en Angleterre le 6 novembre 1870 dans une famille juive orthodoxe. En 1909-1910, il est l'un des premiers membres juifs du cabinet britannique en tant que chancelier du duché de Lancaster. À 38 ans, il est désigné ministre des postes du gouvernement britannique, poste auquel il est exposé au Scandale Marconi.
Pendant la Première Guerre mondiale, il est ministre des Postes puis de l'Intérieur. Juif , il s'intéresse au mouvement sioniste : en 1915, Chaim Weizmann lui explique que le but des sionistes est d'obtenir un territoire où les Juifs pourraient constituer la majorité de la population et où ils administrent leurs affaires en paix, un territoire « fût-il aussi petit que Monaco mais avec une université à la place d’une salle de jeu ». Samuel rétorque à Weizmann qu'il est trop modeste et que « de grandes choses pourraient être réalisées en Palestine » telles que la reconstruction du Temple, « symbole de l’unité juive sous une forme moderne ».
En décembre 1916, le Premier ministre lord Asquith démissionne et Herbert Samuel n'est plus au gouvernement.
Il adhère au « Congrès sioniste d'Angleterre ». Il use de son influence auprès du gouvernement britannique pour prôner l'établissement d'un protectorat britannique sur la Palestine, la reconnaissance d'un État pour les Juifs en Palestine, et devient le soutien du Dr Weizman dans ses tractations en vue de l'obtention de la Déclaration Balfour,.
Des années 1920 à 1925, il est le premier Haut-Commissaire britannique en Palestine. La liesse que provoque parmi les Juifs, dans le monde et en Palestine, la nomination d'Herbert Samuel à ses nouvelles fonctions, est de courte durée au vu des problèmes tels que l'opposition arabe au sionisme, la nomination d'Amin al-Husseini comme Grand mufti de Jérusalem (en mars 1921), qui avait été à la tête des évènements meurtriers de la Nabi Moussa de 1920, et les nouvelles tueries de mai 1921. Dans un contexte d'immigration juive soutenue, Herbert Samuel met en place les prémices des infrastructures éducatives et médicales du pays.
Dès son retour en Angleterre, Samuel joue un rôle important dans la grève générale de 1926 en tant que président de la commission chargée par le gouvernement de trouver une solution équitable au conflit qui oppose alors les mineurs aux patrons des houillères. Il dirige le Parti libéral au Parlement britannique et à la Chambre des lords et reçoit en 1937 le titre de vicomte. Il participe à la création de l'Agence juive ainsi qu'aux campagnes d'aide aux Juifs d'Allemagne, à la suite de l'arrivée au pouvoir du parti nazi.
Herbert Samuel meurt en 1963. Le quartier de « Kiryat Shmuel » à Tibériade ainsi que le quartier « Ahuzat Herbert Samuel » sur le mont Carmel sont nommés en son hommage.

## Œuvres
- Liberalism. An Attempt to State the Principles and Proposals of Contemporary Liberalism in England, Londres, 1902
- Memoirs, Londres, 1945